# Залізнична платформа 47 км Геодезична
Геодезична (рос. Геодезическая) — населений пункт (тип: залізнична станція) у Новосибірськом районі Новосибірської області Російської Федерації.
Входить до складу муніципального утворення Березовська сільрада. Населення становить 31 особа (2010).

## Історія
Згідно із законом від 2 червня 2004 року органом місцевого самоврядування є Березовська сільрада.

## Населення
| 2002 | 2007 | 2010 |
| ---- | ---- | ---- |
| 11   | ↗18  | ↗31  |